# 1964年の日本グランプリ (ロードレース)
1964年の日本グランプリは、ロードレース世界選手権の1964年シーズン第12戦として、11月1日に三重県の鈴鹿サーキットで開催された。
レースは50cc、125cc、250cc、350ccが予定されていたが、50cc（ラルフ・ブライアンズが優勝）は出走したライダーが5名のみで、世界選手権からは除外された。
350ccも50cc同様の理由で選手権から除外される危険があったが、最少出走者数6名を確保するため無名のインドネシア人ライダーが雇われ決勝を走行した。そのライダーは5周でリタイアした。レースはジム・レッドマンがMZのマイク・ヘイルウッドを抑えて優勝した。アラン・シェパードも本GPに参加予定であったが、GP前のテストでクラッシュ、頭蓋骨を骨折したため出走できず、彼はこの負傷が原因で選手生命を絶たれることとなった。
250ccではレッドマンが6気筒エンジンを搭載したホンダの新型マシンで優勝を飾った。
125ccでは、前年に転倒、負傷のためリタイアしたエルンスト・デグナーが雪辱して優勝を果たした。

## 350ccクラス決勝結果
| 順位 | ライダー             | 車両   | タイム       | ポイント |
| ---- | -------------------- | ------ | ------------ | -------- |
| 1    | ジム・レッドマン     | ホンダ | 1h 04' 55" 3 | 8        |
| 2    | マイク・ヘイルウッド | MZ     | +30"         | 6        |
| 3    | 粕谷勇               | ホンダ | +1' 32" 2    | 4        |
| 4    | 山下護祐             | ホンダ | +2' 14"      | 3        |
| 5    | 永松邦臣             | ホンダ | +2' 21" 5    | 2        |

## 250ccクラス決勝結果
| 順位 | ライダー             | 車両   | タイム       | ポイント |
| ---- | -------------------- | ------ | ------------ | -------- |
| 1    | ジム・レッドマン     | ホンダ | 1h 01' 33" 9 | 8        |
| 2    | 粕谷勇               | ホンダ | +40" 7       | 6        |
| 3    | 長谷川弘             | ヤマハ | +1' 20" 9    | 4        |
| 4    | ルイジ・タベリ       | ホンダ | +1' 38" 3    | 3        |
| 5    | マイク・ヘイルウッド | MZ     | + 1 Lap      | 2        |

## 125ccクラス決勝結果
| 順位 | ライダー             | 車両   | タイム    | ポイント |
| ---- | -------------------- | ------ | --------- | -------- |
| 1    | エルンスト・デグナー | スズキ | 32' 33" 5 | 8        |
| 2    | ルイジ・タベリ       | ホンダ | +1" 2     | 6        |
| 3    | 片山義美             | スズキ | +11" 4    | 4        |
| 4    | 田中禎助             | スズキ | +52" 2    | 3        |
| 5    | 松島弘規             | ヤマハ | +1' 10" 6 | 2        |
| 6    | 本橋明泰             | ヤマハ | +1' 36" 1 | 1        |